# Монголия на летних Олимпийских играх 1964
Монголия принимала участие в  Летних Олимпийских играх 1964 года в Токио (Япония) в первый раз за свою историю, но не завоевала ни одной медали. Монголия  участвовала в соревнованиях по борьбе и лёгкой атлетике. В составе сборной страны были представлены 4 женщины.